# In de ban der voorouders
In de ban der voorouders was van juni tot en met oktober 1958 een tentoonstelling van tribale kunst uit Nieuw-Guinea in het Tropenmuseum in Amsterdam.
Geëxposeerd werden drieënzestig spectaculaire rituele kunstvoorwerpen uit verscheidene delen van Australisch Nieuw-Guinea die voor en na de Tweede Wereldoorlog ter plaatse bijeen waren gebracht door de in 1955 overleden Zwitserse antropoloog Paul Wirz. Wirz had ze kort voor zijn overlijden geschonken aan het Tropenmuseum - met het volkenkundig museum in Bazel zijn favoriete museum - onder voorwaarde dat ze te zijner tijd een vaste plaats zouden krijgen in de permanente opstelling. Deze speciale tentoonstelling was daar kennelijk een voorproefje van; sindsdien zijn veel objecten uit de Wirzcollectie permanent te zien en te zien geweest in vaste en tijdelijke exposities. De nummercatalogus van de tentoonstelling werd opgenomen in de vaste publicatiereeks van het Tropeninstituut.

## Catalogus
- P. van Emst, In de ban der voorouders. Amsterdam, 1958 [Koninklijk Instituut voor de Tropen No. CXXIX, Afdeling Culturele en Physische Anthropologie No. 59].